# Asisiet

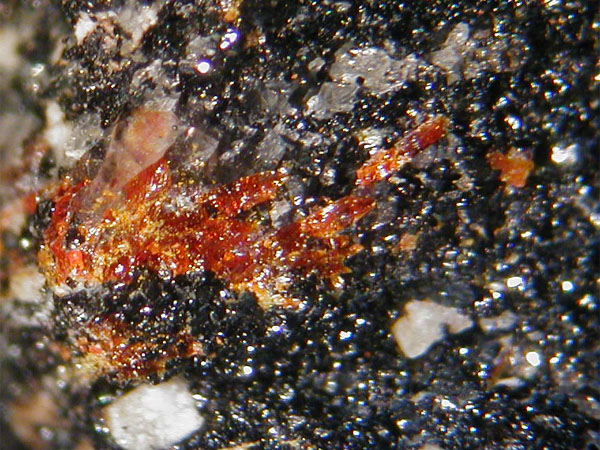
Asisiet - Kombat Mine, Namibia

Het mineraal asisiet is een lood-silicaat-chloride met de chemische formule Pb12(SiO4)O8Cl14.

## Eigenschappen
Het transparante groengeel tot gele asisiet heeft een diamantglans, een geelwitte streepkleur en een perfecte splijting volgens het kristalvlak [001]. De gemiddelde dichtheid is onbekend en de hardheid is 3,5. Het kristalstelsel is tetragonaal en het mineraal is niet radioactief.

## Naamgeving
De naam van het mineraal asisiet is afgeleid van het Nama woord asis, dat "drinkplaats" betekent. Nabij de eerste vindplaats van het mineraal was een drinkplaats en de boerderij die bij het land hoorde waar het mineraal werd gevonden heette ook "Asis".

## Voorkomen
De typelocatie van het mineraal is de Kombat mijn, 37 km ten oosten van Otavi en 49 km ten zuiden van Tsumeb in Namibië.